# Fondation Nanosciences
 (avril 2010).
La Fondation Nanosciences est une fondation de coopération scientifique consacrée exclusivement au domaine des nanosciences. Elle fut créée à la suite de la loi de programme pour la recherche de 2006, pour soutenir son réseau thématique de recherche avancée (RTRA) «  Nanosciences aux limites de la Nanoélectronique ».

## Structure
Le RTRA regroupe 32 laboratoires de Grenoble pour un effectif total d'environ 900 chercheurs travaillant au sein des quatre organismes fondateurs : le CEA, le CNRS, l’Université Joseph Fourier et le groupe Grenoble INP. Pour la période 2007-2011, la Fondation Nanosciences est dotée de 17,5 millions d'euros par l'État, avec une participation supplémentaire de 8,5 millions d'euros des organismes fondateurs.
La Fondation Nanosciences est gouvernée par :
- un conseil d'administration, constitué de quinze membres et du recteur de l'académie de Grenoble ;
- un comité de pilotage, constitué de dix membres titulaires et dix suppléants ;
- un conseil scientifique, constitué de douze membres.

## Objectifs
Les objectifs de la Fondation consistent à :
- attirer l’excellence de la recherche mondiale au sein du RTRA ;
- encourager les synergies et les projets de recherche collaboratifs et multidisciplinaires ;
- consolider l’animation scientifique et à la formation ;
- faciliter le développement coordonné de plateformes technologiques communes ;
- accroitre le rayonnement international du site grenoblois en Nanosciences.

## Appels à projets
Pour atteindre ses objectifs, la Fondation Nanosciences organise chaque année des appels à projets, à la suite desquels elle :
- crée des chaires d'excellence environnées (pour accueillir des chercheurs étrangers de très haut niveau) - au-delà du recrutement de la Chaire, la Fondation recrute également des doctorants et /ou des chercheurs en séjour post-doctoral et dispense un soutien financier destiné à l'acquisition de nouveaux équipements ;
- recrute des doctorants prometteurs et leur permet de réaliser leur thèse dans un laboratoire du RTRA ;
- soutient le développement des plates-formes technologiques accessibles à l'ensemble des chercheurs ;
- aide à la formation et à l'information de la communauté scientifique grenobloise grâce à l'organisation de séminaires ou d'atelier prospectifs et informatifs - ainsi qu'au soutien financier d'écoles thématiques et d'évènements scientifiques internationaux ;
- récompense avec son « Prix de thèse » les jeunes chercheurs les plus brillants du RTRA à avoir soutenu leur thèse dans l'année en cours.

## Thématiques
La recherche encouragée et soutenue par la Fondation Nanosciences s’articule autour de huit thématiques :
- nanoélectronique quantique ;
- nanomagnétisme et électronique de spin ;
- nanophotonique ;
- électronique moléculaire ;
- nanomatériaux, nanoassemblage, nanostructuration ;
- nanocaractérisation et métrologie ;
- l’approche nanométrique du vivant ;
- nanomodélisation : théorie et simulation.

## Résultats
Les résultats scientifiques pour la période 2007-2010 sont donnés dans le rapport 2010 de la Fondation :
| Année        | 2007 | 2008 | 2009 | 2010 |
| Thèses       | 86   | 76   | 94   | 94   |
| Publications | 716  | 748  | 813  | 677  |